# Balcın, Nevşehir
Balcın là một xã thuộc thành phố Nevşehir, tỉnh Nevşehir, Thổ Nhĩ Kỳ. Dân số thời điểm năm 2011 là 189 người.